# أزيد الروبيديوم
أزيد الروبيديوم مركب لاعضوي صيغته RbN3، ويوجد على هيئة بلورات إبرية عديمة اللون.

## التحضير
يحضّر المركب من تفاعل كربونات الروبيديوم مع أزيد الصوديوم:
{\displaystyle {\ce {Rb2CO3 + 2NaN3 -> 2RbN3 + Na2CO3}}}

## الخواص
يوجد المركب في الشروط القياسية على هيئة صلب بلوري إبري عديم اللون، وهو جيد الاتحلال في الماء. يؤدي تسخين المركب إلى التفكك إلى عنصر الروبيديوم وغاز النتروجين،
{\displaystyle {\ce {2RbN3 -> 2Rb + 3N2 ^}}}
{\displaystyle {\ce {3RbN3 -> Rb3N + 4N2 ^}}}
ويمكن لتفاعل التفكك هذا ضمن شروط خاصة أن يكون انفجارياً.